# 음악, 삶을 만나다
음악, 삶을 만나다는 PBC FM에서 방송했던 심야 음악 프로그램이다.

## 역사
2009년 4월 13일에 《음악, 사랑을 만나다》로 방송을 시작했으며, 2010년 4월 19일에 새벽 1시대 프로그램으로 "음악, 삶을 만나다"가 신설됨에 따라 《음악, 사랑을 만나다》는 1시간 방송으로 단축되었고, 2011년 4월 25일부터 《음악, 사랑을 만나다》는 "음악, 삶을 만나다 1부"로, "음악, 삶을 만나다"는 "음악, 삶을 만나다 2부"로 제목이 변경되면서 DJ가 1부, 2부로 각각 나뉘어서 방송되다가, 2012년 4월 23일부터 DJ가 1부, 2부 통틀어 하나로 통합되면서 2시간 방송으로 확대됨에 따라 "음악, 삶을 만나다"로 완전히 변경됐으며, 이후 2015년 4월 20일부터 1시간 방송으로 단축되어 방송됐으나, 2016년 4월 17일 방송을 마지막으로 7년만에 폐지되었다.

## 역대 방송시간
| 방송 채널 | 방송 기간                          | 방송 시간                                                         | 제목                |
| --------- | ---------------------------------- | ----------------------------------------------------------------- | ------------------- |
| PBC FM    | 2009년 4월 13일 ~ 2010년 4월 18일  | 매일 밤 12:00 ~ 새벽 2:00                                         | 음악, 사랑을 만나다 |
| PBC FM    | 2010년 4월 19일 ~ 2011년 4월 24일  | 매일 밤 12:00 ~ 새벽 1:00                                         | 음악, 사랑을 만나다 |
| PBC FM    | 2010년 4월 19일 ~ 2011년 4월 24일  | 매일 새벽 1:00 ~ 새벽 2:00                                        | 음악, 삶을 만나다   |
| PBC FM    | 2015년 4월 20일 ~ 2015년 10월 18일 | 매일 새벽 1:00 ~ 새벽 2:00                                        | 음악, 삶을 만나다   |
| PBC FM    | 2011년 4월 25일 ~ 2012년 4월 22일  | 매일 밤 12:00 ~ 새벽 1:00 (1부), 매일 새벽 1:00 ~ 새벽 2:00 (2부) | 음악, 삶을 만나다   |
| PBC FM    | 2012년 4월 23일 ~ 2015년 4월 19일  | 매일 밤 12:00 ~ 새벽 2:00                                         | 음악, 삶을 만나다   |
| PBC FM    | 2015년 10월 19일 ~ 2016년 4월 17일 | 매일 밤 12:00 ~ 새벽 1:00                                         | 음악, 삶을 만나다   |

## 역대 DJ

### 음악, 사랑을 만나다
- 2009년 4월 13일 ~ 2011년 4월 24일 : 김현주 아나운서

### 음악, 삶을 만나다
- 2010년 4월 19일 ~ 2010년 10월 17일 : 강귀석 신부
- 2010년 10월 18일 ~ 2011년 4월 24일 : 최성우 신부
- 2011년 4월 25일 ~ 2012년 4월 22일 : 김현주 아나운서 (1부), 최성우 신부 (2부)
- 2012년 4월 23일 ~ 2012년 10월 21일 : 김부긍 아나운서
- 2012년 10월 22일 ~ 2013년 10월 20일 : 김지현 아나운서
- 2013년 10월 21일 ~ 2016년 4월 17일 : 이종성